# ويليام مارسي
ويليام ليرند مارسي (بالإنجليزية: William Learned Marcy)‏ ‏ (12 ديسمبر 1786 - 4 يوليو 1857) هو محامي وسياسي وقاضي أمريكي. دخل مارسي مجلس الشيوخ وتولى منصب حاكم ولاية نيويورك، كما تولى منصب وزير الحرب ووزير الخارجية. وتفاوض في المنصب الأخير بشأن صفقة غادسدن، وهي آخر عملية اقتناء رئيسية للأراضي تمت في الولايات المتحدة القارية.
ولد مارسي في ساوثبريدج بولاية ماساتشوستس، وزاول المحاماة في تروي، نيويورك بعد تخرجه من جامعة براون. قاتل في حرب 1812 حيث كان نقيبا على المتطوعين. ومن الناحية السياسية، انضم مارسي إلى فصيل باكتيل من الحزب الجمهوري الديمقراطي وأصبح عضوا بارزا في منطقة ألباني ريجنسي. ومع انشقاق الجمهوريين الديمقراطيين في عشرينات القرن العشرين، أصبح مارسي عضوا في الحزب الديمقراطي. وفي الفترة ما بين عامي 1821 و 1831، عمل على كمساعد عام في نيويورك، ثم مراقب ولاية نيويورك، وقاضي معاون في محكمة ولاية نيويورك العليا. في عام 1831، انتخبته الهيئة التشريعية في نيويورك إلى مجلس الشيوخ الأمريكي، وقد شغل هذا المنصب حتى عام 1833، عندما أصبح حاكما لولاية نيويورك. خدم ثلاث فترات كمحافظ حتى هزيمته في عام 1838 من قبل مرشح حزب الويغ ويليام سيوارد.
شغل مارسي منصب وزير الحرب تحت حكم جيمس بولك من 1845 إلى 1849، وأشرف على الحرب المكسيكية الأمريكية. بعد مغادرته إدارة بولك، استأنف مزاولة المحاماة وأصبح زعيم فصيل هونكر من الحزب الديمقراطي في نيويورك. وعاد إلى مجلس الوزراء في عام 1853، وكان يشغل منصب وزير الخارجية في رئاسة فرانكلين بيرس. وفي هذا المنصب حل النزاع حول وضع المهاجرين الأمريكيين في الخارج، ودفع الدبلوماسيين الأميركيين إلى لبس الثياب العادية للأمريكي العادي بدلا من لباس البلاط الذي اقتبسه العديدون من بلاطات أوروبا. وتفاوض أيضا على معاهدة التبادل مع أمريكا الشمالية البريطانية وصفقة غادسدن مع المكسيك، وحيث أدخلت الأراضي في ولايات أريزونا ونيو مكسيكو الحالية. غادر منصبه في عام 1857 وتوفي بعد ذلك بوقت قصير.

## روابط خارجية
- ويليام مارسي على موقع الموسوعة البريطانية (الإنجليزية)
- ويليام مارسي على موقع إن إن دي بي (الإنجليزية)